# Martha Viana
Martha Viana (nombre artístico de Berta García Haymes), fue una periodista y actriz cinematográfica, radial y teatral argentina de comienzos del siglo XX. 

## Carrera
Viana fue una actriz de reparto del cine, radio y teatro argentino, que se lució con primeras figuras de la escena nacional como Lita Soriano y Carlos Lagrotta.
En radio integró, junto con Yago Blass uno de los binomios radiales de mayor atracción en la radiofonía argentina de los años '40 en Radio Splendid y Radio El Mundo, donde trabajó con figuras como Eva Duarte, Mecha Caus, Olga Casares Pearson e Irma Córdoba, entre otras. Fue una precursora de radioteatro en su país, y en New York trabajó para la NBC, CBS y la Columbia Pictures. 
Para la pantalla chica participó en 1954 en la telenovela Siete vidas de mujer, junto con María Esther Buschiazzo, Patricia Castell, María Luisa Robledo, Vicky Astori, Perla Santalla y Menchu Quesada.
Como periodista trabajó junto a su esposo tanto en gráfica como en radio, como relatora informativa de acontecimientos políticos y sociales argentinos como fue el documental titulado El mito de Perón y Evita. En 1945 trabajaron para la editorial Albatros, en la que publicaron su libro Cien Maravillas creadas por la mano del hombre.

## Filmografía
Fue colaboradora y actriz de la versión cinematográfica de la obra Una mujer diferente en 1956, dirigida por el propio Blass.

## Vida privada
Su segundo esposo fue el actor, humorista, escritor director de cine y periodista Yago Blass (1908-1979), con quien se radicó definitivamente en los Estados Unidos.
Era prima hermana del popular cantante y actor Dick Haymes.